# Amt Meienberg
Das Amt Meienberg ist ein ehemaliges Amt im Freiamt. Es bestand aus den heutigen Gemeinden Abtwil, Auw, Beinwil ohne Winterschwil, Dietwil, Oberrüti und Sins. Das Verwaltungszentrum war die Stadt Meienberg zwischen Auw und Sins.

## Geschichte
Das Amt Meienberg mit der Stadt gleichen Namens als Zentrum gehörte zum frühen habsburgischen Besitz. Im Habsburger Urbar von 1309 wird es fast im späteren eidgenössischen Umfang beschrieben, wobei aber noch Dierikon, Root und Mettenwil bei Ballwil dazu gezählt werden. Im Sempacherkrieg 1386 zwischen den Eidgenossen und Habsburg war das Amt Kriegsschauplatz und die Eidgenossen zerstörten das Städtchen. Im Rahmen der Eroberung des heutigen Kantons Aargau durch die Eidgenossen 1415 nahm Luzern es in Besitz. 1425 musste Luzern jedoch das Amt an den gemeinsamen Besitz der Eidgenossen in den freien Ämtern zurückgeben. Es bildete dann eines der 13 Ämter der Gemeinen Herrschaft, die abwechselnd von den Orten der Eidgenossenschaft jeweils während zwei Jahren verwaltet wurden.
Während der Reformation 1529 blieb das Amt Meienberg katholisch und durfte nach Beschluss der im Zweiten Kappelerkrieg siegreichen katholischen Orte seine alten Rechte (insbesondere die Wahl des Untervogts) und sein Amtsbanner behalten. 1533 wurde zudem das Recht verliehen, den Bannermeister selbst zu wählen. Das Amtsbanner von Meienberg zeigt eine grüne Linde auf weissen Grund auf einem grünen Dreiberg.
Im Amt wurden die für die Bevölkerung wichtigen niedergerichtlichen Herrschaftsrechte nicht im ganzen Gebiet durch den eidgenössischen Vogt ausgeübt. Bei Ende der alten Eidgenossenschaft 1798 besass die Stadt Zug das Niedergericht in Oberrüti, die Stadt Luzern jenes in Dietwil sowie jenes der Herrschaft Rüssegg, welche die Dörfer von Reussegg, das Kirchdorf Sins sowie einige Häuser und Matten in Auw umfasste.
In der Helvetik war das Amt Meienberg Teil des Distrikts Muri und ging mit den übrigen Ämtern im Kanton Baden auf. Dies gegen den Willen der Bevölkerung, die einen Anschluss an Zug oder Luzern befürwortete. 1802 blieb ein weiterer Versuch, sich Zug anzuschliessen, erfolglos. 1803 wurden die Gemeinden des ehemaligen Amtes Teil des Kantons Aargau und teilten das weitere Schicksal des Freiamts.
Am Ende der alten Eidgenossenschaft 1798 setzte sich das Amt Meienberg wie folgt zusammen (gegliedert nach Einwohnerzahl der Ortschaften):
| Ortschaft1      | Einwohner | Gebäude | Kirchspiel | Zwing (Niedergericht) | Zwingherr         |
| --------------- | --------- | ------- | ---------- | --------------------- | ----------------- |
| Auw             | 470       | 64      | Auw        | Auw 2                 | 8 Alte Orte       |
| Dietwil         | 462       | 46      | Dietwil    | Dietwil               | Stadt Luzern      |
| Oberrüti        | 320       | 29      | Oberrüti   | Oberrüti              | Stadt und Amt Zug |
| Abtwil          | 318       | 24      | Abtwil     | Abtwil                | 8 Alte Orte       |
| Beinwil         | 258       | 27      | Beinwil    | Beinwil               | Abtei Muri        |
| Sins            | 245       | 23      | Sins       | Reussegg-Sins         | Stadt Luzern      |
| Aettenschwil    | 175       | 15      | Sins       | Aettenschwil          | 8 Alte Orte       |
| Rüstenschwil    | 175       | 13      | Auw        | Rüstenschwil          | 8 Alte Orte       |
| Wiggwil         | 155       | 14      | Beinwil    | Wiggwil               | 8 Alte Orte       |
| Ober-Alikon     | 144       | 14      | Sins       | Alikon                | 8 Alte Orte       |
| Unter-Alikon    | 127       | 12      | Sins       | Alikon                | 8 Alte Orte       |
| Fenkrieden      | 124       | 11      | Sins       | Fenkrieden            | 8 Alte Orte       |
| Reussegg        | 119       | 13      | Sins       | Reussegg-Sins         | Stadt Luzern      |
| Meienberg       | 101       | 13      | Sins       | Meienberg             | 8 Alte Orte       |
| Winterhalde     | 90        | 10      | Sins       | Aettenschwil          | 8 Alte Orte       |
| Wallenschwil    | 75        | 8       | Muri       | Muri                  | Abtei Muri        |
| Gerenschwil     | 59        | 7       | Dietwil    | Fenkrieden            | 8 Alte Orte       |
| Brunnwil-Horben | n. b.     | n. b.   | Beinwil    | Muri                  | Abtei Muri        |

 1  in heutiger Schreibweise
 2  einige Häuser und Matten in Auw gehörten zum Zwing Reussegg-Sins